# アンヘル・ペドラサ
アンヘル・ペドラサ・ラミージャ（Ángel Pedraza Lamilla、1962年10月4日 - 2011年1月8日）は、スペイン・セビリア県出身のサッカー選手。ポジションはディフェンダー、ミッドフィールダー。
息子のマルク・ペドラサもプロサッカー選手であり、RCDエスパニョールの下部組織から2010年にトップチームに昇格した。

## 経歴

### 選手
セビリア県のラ・リンコナーダに生まれ、FCバルセロナの下部組織に入団して昇格していった。1980年9月16日、ラディスラオ・クバラ監督によってUEFAカップのスリエマ・ワンダラーズFC戦に出場する機会を与えられ、ラ・マシア出身者として初めてトップチームでプレーした選手となった。その後はFCバルセロナBで経験を積み、1982-83シーズンにはビジャレアルCFにレンタル移籍した。1985年夏にトップチームに登録された彼は1986年1月にプリメーラ・ディビシオン（1部）デビューし、その後3年間は主にバックアップとしてチームを支えた。1985-86シーズンのUEFAチャンピオンズカップ決勝・FCステアウア・ブカレスト戦は延長そしてPK戦にもつれ込み、ペドラサはPK戦のキッカーを務めたが、他の3選手とともにGKヘルムート・ドゥカダムにセーブされ、PK戦で敗れて準優勝に終わった。
1998年夏には若手のロレンソ・セラ・フェレール監督に誘われて、バレアレス諸島に本拠地を置くRCDマヨルカに移籍し、セントラル・ミッドフィールダーからディフェンダーにポジションを変えた。
1988-89シーズンのセグンダ・ディビシオン（2部）では守備陣に不可欠な存在として3000分以上の出場時間を記録し、プリメーラ・ディビシオン昇格を果たした。1990-91シーズンのコパ・デル・レイでは決勝に進出した。RCDマヨルカでは7シーズンプレーしたが、最終シーズンとなった1994-95シーズン以外の6シーズンでリーグ戦30試合以上に出場し、パルマ・デ・マヨルカ市内に本拠地を置くアマチュアリーグのソジェールで2年間プレーした後の1997年に35歳で現役引退した。

### 指導者
現役引退するとすぐに指導者の道を歩み始め、現役時代に所属したFCバルセロナの下部組織で5年間の間経験を積んだ。2002年には同じ街のRCDエスパニョールの下部組織のコーチに就任し、2004-05シーズンにはRCDエスパニョールBの監督を任された。2005年夏にはセグンダ・ディビシオンB（3部）のベニドルムCFの監督を務め、2シーズン指揮したビジャレアルCF Bと合わせて3シーズンをセグンダ・ディビシオンB（3部）の監督として過ごした。2008年にギリシャ・スーパーリーグのイラクリス・テッサロニキFC監督に就任したが、パニオニオスFCと合わせてわずか1年間でスペインに戻り、2009-10シーズンにはアマチュアのCDアトレティコ・バレアレスを率いてテルセーラ・ディビシオン（4部）優勝とセグンダ・ディビシオンB昇格を果たした。
癌の通告を受けたまま、2010年7月にはセグンダ・ディビシオンBのCEロスピタレートの監督を引き受けたが、わずか3か月後には監督の仕事を辞めざるを得なかった。2011年1月8日、病のために死去した。48歳だった。

## 所属クラブ

### 選手
- 1982-1985  FCバルセロナB

1982-1983 → ビジャレアルCF (Loan)
- 1985-1988  FCバルセロナ
- 1988-1995  RCDマヨルカ
- 1995-1997  ソジェール

### 指導者
- 2004-2005  RCDエスパニョールB
- 2005-2006  ベニドルムCF
- 2006-2008  ビジャレアルCF B
- 2008-2009  イラクリス・テッサロニキFC
- 2009  パンセライコスFC
- 2009-2010  CDアトレティコ・バレアレス
- 2010  CEロスピタレート

## タイトル

### 選手
- FCバルセロナ
  - コパ・デル・レイ優勝 : 1987-1988
  - コパ・デ・ラ・リーガ優勝 : 1985-1986
  - UEFAチャンピオンズカップ準優勝 : 1985-1986

- RCDマヨルカ
  - コパ・デル・レイ準優勝 : 1990-1991

### 指導者
- CDアトレティコ・バレアレス
  - テルセーラ・ディビシオン優勝 : 2009-2010